# Bucinellina
Bucinellina é um género botânico pertencente à família Gesneriaceae.

## Espécies
- Bucinellina nariniana
- Bucinellina nariniara
- Bucinellina paramicola